# Leptotes
Leptotes é um género botânico pertencente à família das orquídeas (Orchidaceae). Foi proposto por John Lindley em Edwards's Botanical Register 19: t. 1625, em 1833, quando descreveu sua espécie tipo, o Leptotes bicolor. O nome deste gênero é uma referência à aparência delicada destas espécies. É composto por cerca de nove espécies do Brasil que existem nas matas secas do sul e sudeste, e também no Paraguai ou Argentina. São pequenas plantas epífitas de crescimento cespitoso, algumas das quais poderiam ser comparadas a pequenas Brassavola, pela semelhança que as folhas estreitas e roliças dos dois gêneros apresentam. No entanto são grupo irmão do gênero monotípico Loefgrenianthus (originalmente descrito também como Leptotes), e participam de uma linhagem antiga de Laeliinae que incluir diversos pequenos gêneros do leste do Brasil, tais como Adamantinia, Constantia, Isabelia e Pseudolaelia.
Algumas de suas espécies são amplamente cultivadas e formam conjuntos bastante vistosos quando bem floridas, todavia a maioria das espécies não é comum em cultivo, algumas são bastante rara ou quase totalmente desconhecidas. Cinco espécies somente foram descritas no século XXI. Não são plantas cujo cultivo está entre os mais fáceis. Existem poucos híbridos intergenéricos registrados envolvendo Leptotes.  Além se serem cultivadas por seu valor ornamental, há registros da utilização ocasional das flores e frutos da Leptotes bicolor como aromatizantes para leite, sorvete, chá e doces, em substituição à baunilha.

## Dispersão
As espécies de Leptotes são originárias da Mata Atlântica do Brasil, duas espécies encontradas em outros países também, a L. unicolor na Argentina, e a L. bicolor no Paraguai, sempre vivendo de forma epífita. Três espécies apresentam elevado grau de endemismo no sul da Bahia e não existem em outros locais. A distribuição de uma das espécies é apenas uma suposição. Os estados do sudeste do Brasil são os que apresentam o maior nível de ocorrência de espécies porém seus limites extremos de ocorrência são a Serra da Jibóia, na Bahia, e o norte do estado do Rio Grande do Sul.
As espécies do grupo de flores explanadas, como Leptotes tenuis e L. pauloensis, são mais frequentes em matas úmidas de encostas. A L. bicolor é a espécie com maior dispersão e adaptação tanto a florestas mais úmidas das montanhas, como às matas mais secas do planalto acima da Serra do mar. A Leptotes unicolor é planta de áreas mais frias, acima de 700 metros de altitude, preferindo hospedar-se em araucárias e Podocarpus nas áreas mais ao sul do Brasil.

## Descrição
As espécies classificadas no gênero Leptotes são plantas de rizoma curto, de secção cilíndrica, com pseudobulbos muito pequenos que quase imperceptivelmente prolongam-se em uma, raramente duas, folhas carnosas teretiformes, curtas ou longas, eretas ou pendentes, de cores escuras, verdes ou purpúreas, frequentemente apresentando superfícies rugosas, com sulco mais ou menos profundo na face. A inflorescência é apical, geralmente curta, e brota diretamente do ápice do pseudobulbo, sem que seja protegida por espata, comportando de uma a sete flores, no entanto são mais comuns duas ou três. As flores são relativamente grandes quando comparadas às dimensões da planta, normalmente meio tombadas, em algumas espécies formando conjunto de aspecto muito vistoso.
As flores geralmente são de coloração rósea, esverdeadas ou brancas, com labelo manchado de amarelo claro, púrpura ou lilás, bastente perfumadas e duram cerca de dez a vinte dias. As pétalas e sépalas são parecidas, alongadas, da mesma cor, as pélatas ligeiramnete mais estreitas que as sépalas. O labelo se posiciona ao longo da coluna,  é trilobado, com lobos laterais pequenos, erguidos ao lado da coluna, porém nunca envolvendo-a, ou explanados; o lobo intermediário é bem maior que os laterais, apresenta formato lanceolado ou obovado, ocasionalmente carnoso, explanado ou curvado para trás; em algumas espécies com margens serrilhadas, em outras lisas; raramente apresenta calos e possui garras que se prendem aos lados da coluna. Esta é curta, espessa e ereta, normalmente esverdeada, biauriculada, e possui seis polínias de tamanhos desiguais, duas grandes no centro e quatro pequenas em dois pares presas por caudículo bastante curto, em um arranjo sem similares entre as orquídeas. Seus frutos são arredondados, suculentos e perfumados como os de Vanilla.
Sua polinização nunca foi observada e as suposições sobre seus agentes são diferentes, Cássio van den Berg supõe que, pelas cores e morfologia de suas flores, devam ser polinizadas por abelhas, outros orquidólogos indicam a possibilidade de serem os beija-flores seus polinizadores.

## Taxonomia
Em abril de 1833, floresceu na estufa da Sra. Arnold Harrison, colecionadora de orquídeas inglesa homenageada em diversas descrições de conhecidas espécies tais como Bifrenaria harrisoniae e Cattleya harrisoniana uma espécie desconhecida que recebera da Serra dos Órgãos, no Brasil. Pouco tempo depois, a Sra. Harrison enviou um desenho e uma muda desta planta para o botânico John Lindley, que verificou tratar-se de um novo gênero. Em sua descrição, datada do mesmo ano, 
Lindley propõe o nome de Leptotes, do grego, suave, delicado, em referência à aparência das flores desta planta. Afirma que Leptotes é um gênero similar e próximo a Tetramicra do qual distingue-se pela estrutura das polínias; pelos lobos laterais do labelo de suas flores, muito menores; e por não apresentar calcar preso ao ovário e que de Brassavola diferencia-se também pelas polínias e pelo labelo trilobado. Descreve em seguida sua espécie-tipo, a Leptotes bicolor.
Em 1838, Lindley recebeu duas plantas levemente diferentes entre si, provenientes de Macaé de Cima e da Ilha Grande, no Rio de Janeiro, considerando-as diferentes da espécie previamente descrita, pois os lobos laterais do labelo eram levemente serrilhados, suas flores maiores, e apresentarem ainda uma segunda folha ocasional por pseudobulbo, propôs uma nova espécie com o nome de Leptotes serrulata. Cinco anos mais tarde, o conde alemão Johann Centurius von Hoffmannsegg, considerando que as folhas de uma planta que cultivava apresentavam um tom verde-azulado diferente, descreveu a planta denominando-a L. glaucophylla. Ao rever as espécies até então conhecidas de Leptotes, em 1990, Carl Leslie Withner, contrariando diversos taxonomistas anteriores que já haviam notado a grande semelhança de todas as espécies até então descritas, vai ainda mais longe e, baseando-se nos desenhos publicados por Lindley, encontra diferenças adicionais entre a L. bicolor e a L. serrulata, afirmando que a segunda é muito mais florífera, com até sete flores por inflorescência, a qual é muito mais longa. Hoje sabemos que ambas descrições são de pequenas variações da L. bicolor, que, pela sua ampla dispersão e multiplicidade de populações, é planta bastante variável.
Em 1865, Heinrich Gustav Reichenbach, recebeu, de local desconhecido do Brasil, a segunda espécie hoje aceita a ser descrita, uma planta muito diferente da Leptotes bicolor, por ter folhas curtas e aglomeradas, e poucas flores pequenas e mais arredondadas, de segmentos amarelados bem explanados, publicou-a com o nome de L. tenuis. Doze anos mais tarde, a terceira espécie, a Leptotes unicolor foi descrita pelo botânico brasileiro João Barbosa Rodrigues. Segundo o autor, tratava-se de espécie muito perfumada e pequena, da qual encontrara mais de uma centena de exemplares vivendo epífitas às margens dos rios Dourado, das Antas e Sapucai, perto da cidade mineira de Alfenas. Em 1881, Barbosa Rodrigues encontrou uma outra planta com folhas mais longas e pequenas diferenças na estrutura da flor, em Joinville, na época situada no Paraná pois o Estado de Santa Catarina ainda não havia sido criado, e descreveu-a com o nome de L. paranaensis. Atualmente é considerada uma variação da L. unicolor já descrita por ele quatro anos antes.
Oito anos mais tarde, Robert Allen Rolfe recebeu, também de localidade ignorada do Brasil, uma planta similar à Leptotes tenuis que Reichenbach descrevera em 1865, porém com folhas bem mais grossas e curtas, descreveu-a com o nome de L. minuta. Em sua revisão das plantas do Brasil, publicada em 1903, Célestin Alfred Cogniaux, ignorando a variabilidade a que estavam sujeitas as espécies de Leptotes, tanto pela existência de diversas populações isoladas, bem como por diferenças no comprimento e espessura das folhas devido a variações decorrentes de maior ou menor exposição à luz, aceitou como boa esta espécie que sabe-se ser uma variação da L. tenuis, bem como a maioria das outras até então descritas.
Johan Albert Constantin Loefgren, botânico sueco radicado no Brasil, recebeu de Itatiaia, no Rio de Janeiro, em 1918, uma  orquídea cujas flores recordavam as de Leptotes porém com labelo saquiforme, com folhas planas e delgadas, e hábito longamente pendente. Descreveu-a como Leptotes blanche-amesiae. Anos mais tarde Frederico Carlos Hoehne concluiu que esta espécie, apesar de certamente relacionada às Leptotes ficaria melhor classificada em outro gênero, assim, em homenagem a Loefgren, propôs o gênero  Loefgrenianthus para acomodá-la. Hoehne também descreveu uma nova espécie, a Leptotes pauloensis, por ter sido encontrada no Estado de São Paulo em 1934. Esta espécie lembra muito a Leptotes tenuis porem suas flores são de cores diferentes. Por muitos anos esta espécie esteve sujeita a controvérsias quanto à sua aceitação. Guido Pabst considerava-a um sinônimo da última; em 1990, Withner afirmou que depois de estar desaparecida por muitos anos, finalmente esclareceram-se as dúvidas quanto a sua aceitação pois muitas haviam sido encontradas há pouco e realmente deveria ser aceita como espécie autônoma.
Portanto eram conhecidas quatro espécies de Leptotes em 2004, três bastante diferentes entre si, L. bicolor, L. unicolor e L. tenuis, e uma quarta, L. pauloensis, ocasionalmente considerada sinônimo da anterior, mas mais frequentemente aceita pelos taxonomistas. Neste ano, o número de espécies dobrou pois outras quatro foram descritas. Mas a história destas descrições começa muito antes, em 1954, quando um dos associados do Círculo Paulista de Orquidófilos, apresentou uma palestra em que discorria longa e informalmente sobre as inúmeras variedades de Leptotes que encontrara e reunira ao longo dos anos e os nomes que a elas atribuía. Esta palestra foi impressa e distribuída no boletim da associação. Em 2004, Eric A. Christenson, conhecedor desta publicação, encontrou em cultivo em coleções particulares nos Estados Unidos duas das variedades mencionadas na palestra e decidiu descrevê-las formalmente como espécies autônomas. Uma dessas plantas, a Leptotes harryphillipsii, é similar à L. pauloensis espécie já problemática. A outra, L. mogyensis, é uma espécie desconhecida dos orquidólogos e orquidófilos brasileiros a não ser pela planta apresentada por Christenson, supostamente originária de Mogi das Cruzes, em São Paulo.
As outras duas espécies descritas em 2004 pertencem à afinidade da Leptotes bicolor e foram ambas encontradas pelo mesmo explorador na região de Buerarema, sul da Bahia. A Leptotes bohnkiana, cujo nome é uma homenagem a seu descobridor, diferencia-se pelo tamanho menor, a outra, L. pohlitinocoi, principalmente pela cor. Finalmente, em 2006 foi descoberta por Sidney Marçal de Oliveira a última espécie a ser descrita, também da Bahia, porém habitante da Chapada Diamantina, a Leptotes vellozicola é bastante diferente de todas as outras já descritas.

## Filogenia
Segundo a filogenia de Laeliinae publicada no ano 2000 em Lindleyana por Cássio van den Berg et al., Leptotes é muito próximo de Loefgrenianthus e ambos situam-se entre Pseudolaelia e Schomburgkia.

## Espécies
As três principais características as serem observadas para diferenciar as espécies de Leptotes são as proporções das folhas, o formato das flores e o quanto elas abrem. Por meio destas qualidades as espécies podem ser separadas em dois grupos principais.
Um grupo é formado pelas quatro espécies cujas flores tem segmentos alongados, os quais geralmente não se abrem muito. Além disso, estas espécies costumam apresentar inflorescências mais maleáveis que deixam as flores levemente ou muito tombadas, frequentemente voltadas para baixo. Quase todas as espécies deste grupo apresentam folhas longas, de tons comparativamente mais claros, mais compridas que as inflorescências, geralmente de superfícies lisas.
- Leptotes unicolor é a exceção neste grupo pois tem folhas curtas e rugosas e escuras. Suas flores, de cor suave e geralmente bastante uniforme, sempre apresentam-se voltadas para baixo. As outras espécies deste grupo apresentam flores de cores mais fortes.
- Leptotes bicolor é a espécie mais florífera e com mais ampla distribuição. Trata-se de espécie um tanto variável, porém com flores marcadamente bicolores, alvas de labelo púrpura, ocasionalmente com duas folhas por pseudobulbo.
- Leptotes bohnkiana é similar a L. bicolor porém suas flores medem apenas um terço das dimensões da anterior, com segmentos proporcionalmente mais largos, a planta mede apenas a metade. Todas as plantas encontradas apresentavam inflorescências unifloras.
- Leptotes pohlitinocoi é similar porém pouco menor que L. bicolor além de ter todos os segmentos florais rosados.

O outro grupo é composto por cinco espécies de flores mais arrendondadas, de segmentos bem explanados e folhas bastante curtas e rugosas, geralmente escuras ou avermelhadas. As espécies deste grupo costumam apresentar apenas uma ou duas flores por inflorescência. Quatro delas são bastante similares e difíceis de distinguir.
- Leptotes tenuis tem flores pálidas esverdeadas ou amareladas com labelo lilás claro.
- Leptotes pauloensis é uma espécie muito próxima da anterior da qual distingue-se principalmente pela cor dos segmentos florais, invertidas, ou seja, pálidas pétalas lilases e labelo esbranquiçado com marca creme.
- Leptotes harryphillipsii, outra espécie similar às anteriores porem com labelo levemente mais comprido e discretas listas rosadas nos outros segmentos, os quais apresentam cores um pouco mais vibrantes.
- Leptotes mogyensis, ainda outra espécie bastante similar, porém com flores de segmentos alvos, com labelo comportando mancha central de cor púrpura forte.
- Leptotes vellozicola é a única espécie facilmente diferenciável neste grupo pois apresenta espesso calo central próximo à extremidade do labelo.

## Cultivo
Por suas raízes apodrecerem com facilidade se expostas à umidade excessiva, as Leptotes são melhor cultivadas penduradas em placas de fibras vegetais ou de cascas de árvores. Não dever receber luz solar direta, as regas e adubação devem ser mais frequentes durante o período de crescimento ativo e a temperatura intermediária.

## Leitura de apoio
- L. Watson and M. J. Dallwitz, The Families of Flowering Plants, Orchidaceae Juss.